# Eugênio Barros
Eugênio de Barros (Matões, 13 de noviembre de 1898-Río de Janeiro, 15 de octubre de 1988) fue un empresario y político brasileño, con base electoral en el estado del Maranhão.

## Biografía
Eugenio de Barros nació en Matões, el día 13 de noviembre de 1898, en el seno de una familia de propietarios. Era hijo del político José Barros. Estudió Derecho en la capital brasileña y se dedicó a sus empresas. En 1948 inició su carrera política, que ya no abandonaría. Murió en Río de Janeiro, el 15 de octubre de 1988, a los 89 años de edad. Entre sus familiares, destacan sus hijos, Balbino Barros y Hermelinda Azevedo Barros. O su tío, Eziquio Barros Filho. Es también abuelo paterno del diputado provincial del Maranhão Max Barros. 

## Carrera política
Eugênio de Barros fue alcalde de la ciudad de Caxias entre 1948 y 1950. Fue gobernador del estado del Maranhão durante el periodo 1951-1956, sucediendo en el cargo a Traiaú Rodrigues Moreira, que estuvo solo un mes en el puesto (del 31 de enero al 28 de febrero de 1951). El mismo Barros, a los pocos meses de ser nombrado Gobernador, fue sustituido por César Aboud. A fianes del año 1951 volvió al puesto y ya no lo dejó hasta 1956. Por último, fue senador de la República por el estado del Maranhão durante los años 1959-1967.

## Reconocimientos
En 1961 se le dio el nombre de Governador Eugênio Barros a una localidad del interior del estado del Maranhão. 